# Olivier Mahafaly Solonandrasana

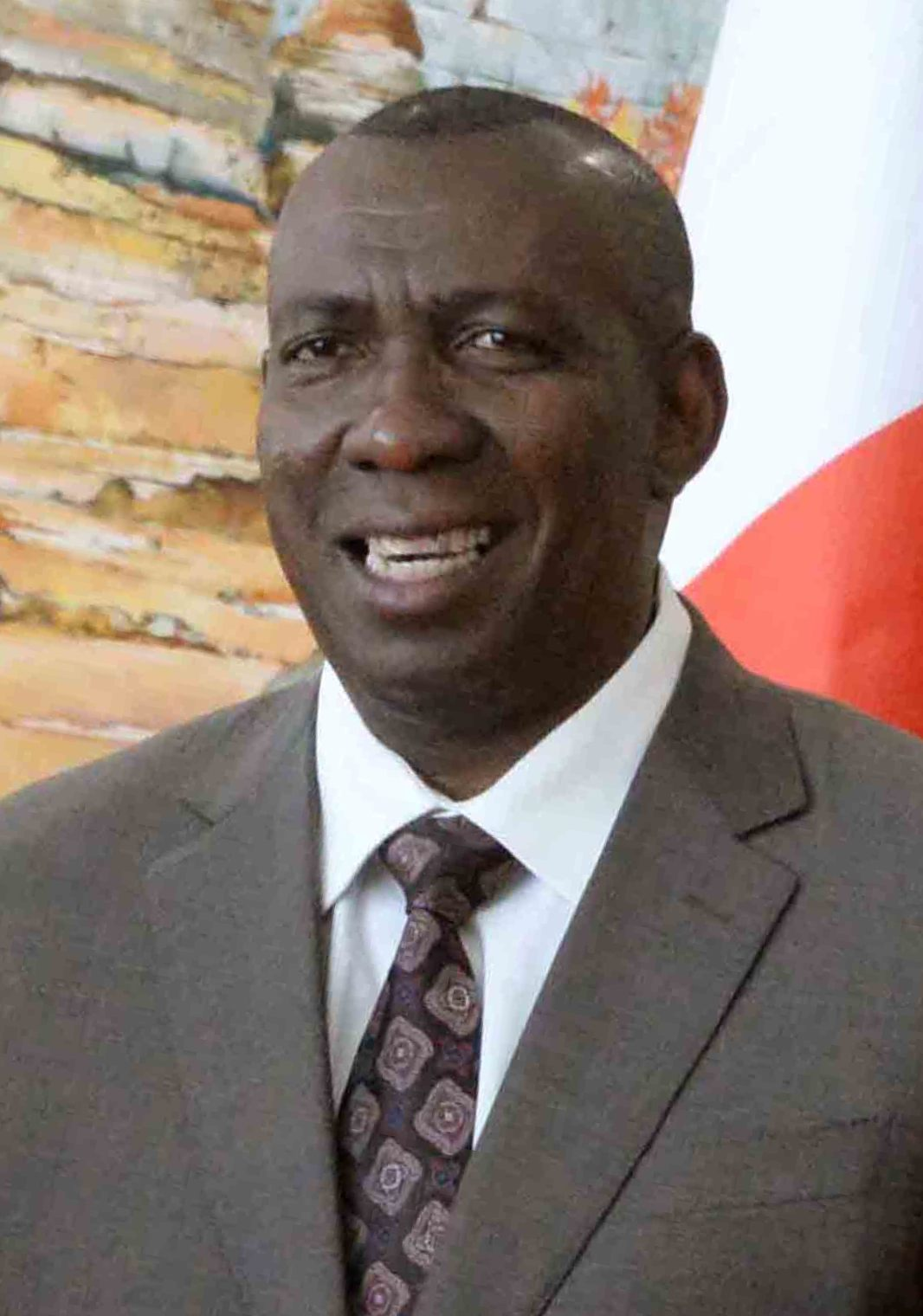
Olivier Mahafaly Solonandrasana, 2018

Olivier Mahafaly Solonandrasana (* 21. Juni 1964 auf der Insel Nosy Be) ist ein madagassischer Politiker und war vom 13. April 2016 bis zum 8. Juni 2018 Premierminister der Republik Madagaskar.

## Leben

### Diverse Ämter
Solonandrasana studierte erfolgreich Philosophie an der Université de Toliara, von 1989 bis 1994 war er Dozent an ebenjener Universität. Nach seinem Einstieg in die Politik wurde er 1999 zum Unterpräfekt und Präsident der Kammer für Handel, Industrie und Landwirtschaft in Nosy Be ernannt, diesen Posten bekleidete er bis zum Jahr 2002. Von 2003 bis 2004 war er Unterpräfekt der Region Boeny, 2005 stieg er zum Generalsekretär der Region auf, 2006 wurde er in die Region Toliara versetzt.
2009 war Solonandrasana Direktor der Gebietsverwaltung und Leiter eines Kooperationsprojekts mit der UNICEF im Innenministerium. Seinen bis dahin bedeutendsten Posten des Innenministers übte er von 2014 bis 2016 aus.

### Als Premierminister
Nach dem überraschenden Rücktritt des damaligen Premierministers Jean Ravelonarivo und dessen gesamten Kabinett am 8. April 2016 vereidigte Präsident Hery Rajaonarimampianina Solonandrasana am 13. April zum neuen Premierminister Madagaskars. Bei seiner Antrittsrede versprach der frisch gekürte Regierungschef, seine Arbeit auf die Bekämpfung von Armut und Korruption zu fokussieren. Ebenso werde er gegen die Plünderung der natürlichen Ressourcen vorgehen.
Am 24. Januar 2017 empfing Solonandrasana, gemeinsam mit dem Präsidenten Hery Rajaonarimampianina, den türkischen Präsidenten Recep Tayyip Erdoğan und dessen Ehefrau Emine. Bei dem Treffen ging es um die Intensivierung der Beziehungen beider Länder zueinander.
Am 4. Juni 2018 kündigte Solonandrasana seinen Rücktritt vom Permierministeramt an. Am 6. Juni 2018 wurde er von Christian Ntsay ersetzt.